# 니키 수후
니콜 "니키" 수후(Nicole "Nikki" SooHoo, 1988년 8월 20일 ~ )는 미국의 배우로, 로스앤젤레스 출신의 중국계 미국인이다.

## 출연 작품
- 리벤지 (2016)
- 피얼러스 (2013)
- 크러쉬 (2013)
- 브링 잇 온 5 (2009)
- 러블리 본즈 (2009)
- 스틱 잇 (2006)